# 2006 w muzyce
Wydarzenia muzyczne w 2006 roku.

## Wydarzenia
- 2006 – Światowy Rok Mozartowski
- 8 maja – wydanie płyty Stadium Arcadium kalifornijskiego zespołu Red Hot Chili Peppers w Europie. Płyta została wydana w Ameryce dzień później.
- 23 czerwca – Kevin Richardson odchodzi z Backstreet Boys
- Reaktywacja grupy Genesis
- Powrót szwedzkiego duetu Roxette
- Rozwiązanie grupy Eiffel 65 (1999–2006)

### Koncerty w Polsce
- 24 lutego – koncert Deep Purple w Spodku (Katowice)
- 12 marca – Laurie Anderson wystąpiła ze spektaklem The End of the Moon we Wrocławiu podczas Przeglądu Piosenki Aktorskiej
- 14 marca – koncert Depeche Mode w Spodku (Katowice)
- 2 maja
  - koncert Armina van Buurena w Hali Ludowej we Wrocławiu
  - koncert The Prodigy w Spodku
- 9 czerwca – koncert Depeche Mode na stadionie przy ul. Łazienkowskiej w Warszawie
- 10 czerwca – koncert Jimmy’ego Somerville’a w warszawskim klubie „Skarpa”
- 15 czerwca – koncert Guns N’ Roses na Stadionie Legii w Warszawie
- 7 czerwca – koncert Alice in Chains
- 24 czerwca – koncert Toola w Spodku
- 13 i 14 lipca – koncert Chrisa Bottiego
- 18 sierpnia
  - koncert Banco de Gaia w ramach Off Festival 2006[1]
  - koncert Bang Gang w ramach Off Festival 2006[1]
- 18 sierpnia – koncert Sofa Surfers w ramach Off Festival 2006[1]
- 19 sierpnia
  - koncert White Birch w ramach Off Festival 2006[1]
  - koncert IAMX w ramach Off Festival 2006[1]
- 25 sierpnia – prapremiera opery Rogera Watersa pod tytułem „Ça Ira” w Poznaniu
- 26 sierpnia – koncert Davida Gilmoura w Stoczni Gdańskiej z okazji 26-lecia powstania „Solidarności”
- 9 września
  - Jay-Z i Shaggy na Coke Live Music Festival w Krakowie
  - koncert Daft Punk na torze w Służewcu w Warszawie w ramach trasy koncertowej Alive 2007
- 3 grudnia – jubileusz XXV-lecia obchodził w Poznaniu zespół Lombard

## Urodzili się
- 9 stycznia – Sarah Toscano, włoska piosenkarka i autorka tekstów
- 16 stycznia – Marcin Maciejczak, polski piosenkarz
- 3 lutego – Saga Ludvigsson, szwedzka piosenkarka
- 20 lutego – Luh Tyler, amerykański raper i autor tekstów
- 10 marca – Kyle Alessandro, norweski piosenkarz
- 5 kwietnia – Teo Tomczuk, polsko-norweski piosenkarz, autor tekstów i aktor
- 19 kwietnia – Laila!, właśc. Laila Smith, amerykańska piosenkarka
- 27 kwietnia – 27.Fuckdemons, właśc. Max Jankowski, polski raper, piosenkarz i autor tekstów
- 6 maja – Haruka Inoue, japońska piosenkarka i idolka
- 26 maja – Kyujin, południowokoreańska raperka, piosenkarka i tancerka, członkini zespołu Nmixx
- 25 czerwca – Mckenna Grace, amerykańska aktorka i piosenkarka
- 18 lipca – Danelija Tuleszowa, kazachska piosenkarka
- 4 sierpnia – Pol Calvo, hiszpański piosenkarz i autor tekstów
- 24 sierpnia – Ella Tiritiello, szwedzka piosenkarka
- 13 września – Paula Biskup, polska piosenkarka, autorka tekstów i kompozytorka
- 18 października – Chino Pacas, meksykański piosenkarz i autor tekstów
- 24 października – Wiktor Wernikos, grecko-duński piosenkarz i autor tekstów
- 25 października – Milo J, właśc. Camilo Joaquín Villarruel, argentyński raper, piosenkarz i autor tekstów
- 10 listopada – Hong Eun-chae, południowokoreańska piosenkarka i tancerka, członkini zespołu Le Sserafim
- 14 listopada – Tana, amerykański raper, piosenkarz i autor tekstów
- 28 listopada – Romy Mars, amerykańska aktorka i piosenkarka
- 29 listopada – DD Osama, amerykański raper i autor tekstów
- 5 grudnia
  - Silia Kapsis, australijska piosenkarka, tancerka i aktorka
  - Ava Kolker, amerykańska aktorka i piosenkarka

## Zmarli
- 1 stycznia – Zlata Tkacz, mołdawska kompozytorka i pedagog (ur. 1928)
- 19 stycznia – Wilson Pickett, amerykański czarnoskóry wokalista soulowy (ur. 1941)
- 22 stycznia – Sherman Ferguson, amerykański perkusista jazzowy (ur. 1944)
- 28 stycznia
  - Jerzy Adamczewski, polski śpiewak operowy i operetkowy, pedagog (ur. 1921)
  - Ludovic Spiess, rumuński śpiewak operowy (tenor) (ur. 1938)
- 30 stycznia – Krzysztof Drzewiecki, polski organista i śpiewak operowy (tenor) (ur. 1972)
- 3 lutego – Romano Mussolini, włoski pianista jazzowy i malarz, syn Benito Mussoliniego (ur. 1927)
- 10 lutego – J Dilla, właśc. James Dewitt Yancey, amerykański producent hip-hopowy i neosoulowy, raper (ur. 1974)
- 15 lutego – Andriej Pietrow, rosyjski kompozytor, autor oper, baletów, utworów symfonicznych, koncertów instrumentalnych, muzyki pop, piosenek i muzyki do wielu spektakli teatralnych i filmów (ur. 1930)
- 9 marca
  - Hanka Bielicka, polska aktorka, artystka kabaretowa (ur. 1915)
  - Laura Stoica, rumuńska piosenkarka, kompozytorka i aktorka (ur. 1967)
- 10 marca – Anna Moffo, amerykańska sopranistka operowa pochodzenia włoskiego (ur. 1932)
- 31 marca – Jackie McLean, amerykański muzyk, kompozytor i saksofonista jazzowy (ur. 1931)
- 2 kwietnia – Maria Prokopowicz, polska bibliotekarka, bibliograf, muzykolog (ur. 1916)
- 5 kwietnia – Gene Pitney, amerykański piosenkarz (ur. 1941)
- 6 kwietnia – Augustyn Bloch, polski kompozytor i organista (ur. 1929)
- 11 kwietnia
  - June Pointer, właśc. June Antoinette Pointer Whitmore, amerykańska wokalistka śpiewająca w zespole The Pointer Sisters (ur. 1953)
  - Proof, właśc. DeShaun Dupree Holton, amerykański raper, członek grupy D12 (ur. 1973)
- 12 kwietnia – Rajkumar, właśc. Singanalluru Puttaswamayya Muthuraju, indyjski piosenkarz i aktor (ur. 1929)
- 15 kwietnia – Henryk Przełożyński, polski akordeonista i pedagog (ur. 1935)
- 18 kwietnia – Maria Dziewulska, polska kompozytorka, teoretyk muzyki i pedagog (ur. 1909)
- 24 kwietnia – Erik Bergman, fiński kompozytor, organista, dyrygent i pedagog wywodzący się z mniejszości szwedzkojęzycznej (ur. 1911)
- 28 kwietnia – Marián Kochanský, słowacki muzyk, wokalista, kompozytor i akordeonista (ur. 1955)
- 5 maja – Naushad Ali, indyjski muzyk i kompozytor (ur. 1919)
- 9 maja – Jerzy Ficowski, polski poeta, eseista, autor tekstów piosenek (ur. 1924)
- 21 maja – Anita Krochmalska-Podfilipska, polska pianistka i kameralistka, pedagog (ur. 1940)
- 22 maja – Stanisław Haraschin, polski muzykolog i wydawca (ur. 1922)
- 23 maja – Werner Jacob, niemiecki organista, kompozytor i wykładowca akademicki (ur. 1938)
- 25 maja – Desmond Dekker, jamajski piosenkarz muzyki reggae, rocksteady i ska (ur. 1941)
- 31 maja – Franciszek Wybrańczyk, polski muzyk klarnecista, menedżer muzyczny (ur. 1934)
- 6 czerwca – Billy Preston, amerykański muzyk soulowy, wokalista, organista, pianista i kompozytor (ur. 1946)
- 8 czerwca – Mykoła Kołessa, ukraiński kompozytor, dyrygent, pedagog, Ludowy Artysta ZSRR (ur. 1903)
- 12 czerwca – György Ligeti, węgierski kompozytor (ur. 1923)
- 13 czerwca – Hiroyuki Iwaki, japoński dyrygent i perkusista (ur. 1932)
- 15 czerwca – Betty Curtis, włoska wokalistka pop, zwyciężczyni Festiwalu Piosenki Włoskiej w San Remo (1961) (ur. 1936)
- 16 czerwca – Igor Śmiałowski, polski aktor i piosenkarz (ur. 1917)
- 22 czerwca – Bogusław Maksymilian Maciejewski, polski muzykolog, pisarz i publicysta muzyczny, powstaniec warszawski (ur. 1926)
- 30 czerwca – Joyce Hatto, brytyjska pianistka (ur. 1928)
- 3 lipca – Lorraine Hunt Lieberson, amerykańska śpiewaczka operowa (sopran, mezzosopran) (ur. 1954)
- 7 lipca – Syd Barrett, angielski muzyk rockowy, jeden z założycieli zespołu Pink Floyd (ur. 1946)
- 9 lipca – Milan Williams, amerykański klawiszowiec, członek formacji The Commodores (ur. 1948)
- 18 lipca – Ryszard Sarbak, polski trębacz, animator kultury, jeden z pierwszych propagatorów muzyki jamajskiej w Polsce (ur. 1952)
- 24 lipca – Heinrich Hollreiser, niemiecki dyrygent (ur. 1913)
- 1 sierpnia – Stanisław Jopek, polski śpiewak (tenor), solista zespołu Mazowsze (ur. 1935)
- 3 sierpnia
  - Arthur Lee, amerykański muzyk rockowy, pionier psychodelicznego rocka; wokalista, twórca piosenek i gitarzysta, lider grupy Love (ur. 1945)
  - Elisabeth Schwarzkopf, niemiecka śpiewaczka operowa (sopran liryczny) (ur. 1915)
- 17 sierpnia – Walter Jagiełło, amerykański muzyk stylu folk i muzyki etnicznej pochodzenia polskiego, obwołany królem polki (ur. 1930)
- 18 sierpnia – Stefan Witas, polski aktor estradowy, piosenkarz i śpiewak (ur. 1908)
- 23 sierpnia
  - Maynard Ferguson, kanadyjski trębacz jazzowy (ur. 1928)
  - Jacques Wildberger, szwajcarski kompozytor (ur. 1922)
- 24 sierpnia
  - Léopold Simoneau, kanadyjski śpiewak operowy (tenor), pedagog muzyczny (ur. 1916)
  - James Tenney, amerykański kompozytor, teoretyk muzyki i pedagog (ur. 1934)
  - John Weinzweig, kanadyjski kompozytor (ur. 1913)
- 31 sierpnia – Paolo Montarsolo, włoski śpiewak operowy (bas) (ur. 1925)
- 4 września – Astrid Varnay, amerykańska śpiewaczka pochodzenia szwedzkiego (sopran) (ur. 1918)
- 9 września – Lucjan Kydryński, polski dziennikarz, konferansjer, prezenter sceniczny, publicysta (ur. 1929)
- 14 września – Włodzimierz Tyszler, polski śpiewak operowy (bas-baryton) (ur. 1944)
- 21 września – Boz Burrell, angielski basista grający w zespołach Bad Company i King Crimson (ur. 1946)
- 23 września
  - Malcolm Arnold, angielski kompozytor (ur. 1921)
  - Etta Baker, amerykańska gitarzystka i wokalistka bluesowa (ur. 1913)
  - Aladár Pege, węgierski kontrabasista jazzowy (zm. 1939)
- 9 października – Marek Grechuta, polski kompozytor i piosenkarz (ur. 1945)
- 20 października – Franciszek Gajb, polski pianista, pedagog muzyczny, profesor sztuk muzycznych (ur. 1937)
- 24 października – Bruno Lauzi, włoski piosenkarz, kompozytor, poeta, artysta kabaretowy i autor tekstów piosenek (ur. 1937)
- 6 listopada – Paul Mauriat, francuski dyrygent (ur. 1925)
- 8 listopada – Basil Poledouris, amerykański kompozytor muzyki filmowej (ur. 1945)
- 12 listopada – Mario Merola, włoski piosenkarz i aktor (ur. 1934)
- 16 listopada
  - Stanisława Marciniak-Gowarzewska, polska śpiewaczka operowa (sopran) i pedagog (ur. 1931)
  - Flo Sandon’s, włoska piosenkarka (ur. 1924)
- 17 listopada – Ruth Brown, amerykańska, czarnoskóra śpiewaczka (ur. 1928)
- 23 listopada – Anita O’Day, amerykańska wokalistka jazzowa (ur. 1919)
- 28 listopada – Jan Drzewiecki, polski pianista, aranżer, kompozytor (ur. 1938)
- 29 listopada – Shirley Walker, amerykańska kompozytorka i dyrygentka (ur. 1945)
- 2 grudnia – Mariska Veres, wokalistka zespołu Shocking Blue, znana z przeboju „Venus” (ur. 1947)
- 12 grudnia – Alda Risma, indonezyjska piosenkarka (ur. 1982)
- 19 grudnia – Danuta Rinn, polska piosenkarka i aktorka (ur. 1936)
- 20 grudnia – Melky Goeslaw, indonezyjski piosenkarz (ur. 1947)
- 22 grudnia – Manuela Wiesler, austriacka flecistka i nauczycielka akademicka (ur. 1955)
- 23 grudnia – Ihor Sonewycki, ukraiński kompozytor, dyrygent, pianista, muzykolog (ur. 1926)
- 25 grudnia – James Brown, amerykański piosenkarz, kompozytor, instrumentalista (ur. 1933)
- 27 grudnia – Dhora Leka, albańska kompozytorka (ur. 1923)
- 27 grudnia – Dana Lerska, polska piosenkarka (ur. 1935)

## Debiuty
- polskie
  - Gosia Andrzejewicz
  - Bethel
  - Kasia Cerekwicka
  - Crossfire
  - The Jet Set
  - Kalwi & Remi
  - Penny Lane
  - Ania Szarmach
- zagraniczne
  - Cleopatra Stratan
  - Fort Minor
  - Head Control System
  - Killerpilze
  - Monrose
  - Pakito
  - The Raconteurs
  - White Rose Movement[2]

## Albumy

### Polskie
- 888 – 2Tm2,3
- Czarno widzę – Afro Kolektyw
- In – Agressiva 69
- Fantasmagorie – Akurat (31 maja 2006)
- Muzyka ulicy muzyka dla mas vol. 2 – album kompilacyjny
- Polska gola! – album kompilacyjny
- Prowadź mnie ulico vol. 3 – album kompilacyjny
- Nielegalni – Alians
- Con Trust – Artrosis
- B.E.T.H – B.E.T.H
- Hope to See Another Day – Believe
- Funky State of Mind – The Crackers
- Moherowe berety – Big Cyc
- ...no pasaran – Blade Loki
- LOL I reedycja – Blog 27
- LOL II reedycja – Blog 27
- Demonica – Behemoth
- Feniks – Kasia Cerekwicka
- Saxophonic – Robert Chojnacki
- Zaprzepaszczone siły wielkiej armii świętych znaków – Coma
- 2006 – Cool Kids of Death
- Kurza twarz – Cytrus
- Kilka historii na ten sam temat – Ania Dąbrowska
- 100 mil na sekundę – De Łindows
- Organic Hallucinosis – Decapitated
- Szepty z dalekich stron... – Paweł Leszoski & DNA
- Avocado – Dubska
- Hazard – Exodus
- Ślady – Farba
- Farben Lehre – Farben Lehre
- Absolutus – Frontside
- Haiku Fristajl – Haiku Fristajl
- Skazaniec – Hetman
- HolyWood – Hunter
- 7 grzechów głównych – Ich Troje
- Demokracja – Inri
- Rewolucje – Jamal
- Rhesus Admirabilis – Jesus Chrysler Suicide
- Suplement – Jacek Kaczmarski
- Świadectwo – Jacek Kaczmarski
- Sterowany jest ten świat – Kobranocka
- Lewa strona literki M – Kombajn do Zbierania Kur po Wioskach
- Komety 2004–2006 – Komety
- Intuicja – Lidia Kopania
- Biały rower – Korba
- Pamięci Skiby Jarocin 1983 – Krzak
- Radio Koncert – Krzak
- Przystanek Woodstock 2005 (live) – KSU
- L Niño vol. 1 – Liroy
- Spam – Lizard
- The Best of 1996–2006 – Łzy
- Marzyciele – Milkshop
- Jedno wesele, dwa pogrzeby – Muzyka Końca Lata
- The Best: Obraz we mgle – Made in Poland
- Mistic – Mistic
- Nigdy nie mów nigdy – Molesta Ewenement
- Happiness Is Easy – Myslovitz
- Harmonijkowy as – Nocna Zmiana Bluesa
- Niecierpliwy dostaje mniej – Ocean
- Rocklad Jazzdy – One Million Bulgarians
- Szacunek ludzi ulicy – Peja
- Penny Lane – Penny Lane
- Całe życie z wariatami – Pogodno
- The Traitors – Privateer
- Jestem po prostu... – Krystyna Prońko
- Unikat – Renata Przemyk
- Made for Dancing – Queens
- ...bez półprądu ...halfplugged.. – Quidam
- Ramona Rey – Ramona Rey
- Mity i legendy – Rewizja
- Habala – Rh+
- Day of the Rope vol. 2 – różni wykonawcy
- Far Away From Jamaica – różni wykonawcy
- Gitarą i piórem 3 – różni wykonawcy
- Jacek Olter – różni wykonawcy
- Polski ogień – różni wykonawcy
- Siesta 2: muzyka świata – różni wykonawcy (wyd. 16 października)[3]
- Świeża krew, vol. 1 – różni wykonawcy
- WUJek – różni wykonawcy
- Zobaczyć morze – różni wykonawcy
- Śniegu cieniutki opłatek – Andrzej Sikorowski, Maja Sikorowska
- 3 – Andrzej Smolik
- Mimikra – Kasia Stankiewicz
- Sharmi – Ania Szarmach
- Nieprzemakalni – Sztywny Pal Azji
- I Hate Rock’n’Roll – T.Love
- Jednosłowo – TABU
- Esende Mylffon – Tede
- Ciche dni – Towary Zastępcze
- The Best – Komu więcej, komu mniej – Izabela Trojanowska
- Inni niż wszyscy – Trzeci Wymiar
- Impressions in Blood – Vader
- Dubang! – Vavamuffin
- Razem do piekła – Way Side Crew
- 21 – Voo Voo
- Koncert w Janowcu – Voo Voo
- Jasne błękitne okna – Wojciech Waglewski
- Eudaimonia – Mezo & Tabb & Kasia Wilk
- Obrazki – Wilki
- Uczucia w promocji – Zabili Mi Żółwia

### Pozostałe
- Back to Basics – Christina Aguilera
- Alright, Still – Lily Allen
- Thierry Amiel – Thierry Amiel
- Lights – Archive
- Whatever People Say I Am, That’s What I’m Not – Arctic Monkeys
- Crazy Itch Radio – Basement Jaxx
- LOL <(^^,)> – Basshunter
- Village Lanterne – Blackmore’s Night
- Phobia – Breaking Benjamin
- Kill – Cannibal Corpse
- Farewell to the World – Crowded House
- Somewhere Along the Highway – Cult of Luna
- The Cult Is Alive – Darkthrone
- Year of the Dog...Again – DMX
- Inhuman Rampage – DragonForce
- Yes, Virginia... – The Dresden Dolls, Roadrunner)
- Rocket Ride – Edguy
- Secret Society – Europe
- The Open Door – Evanescence
- Monday Morning Apocalypse – Evergrey
- The Dutchess – Fergie
- I’m Not Dead – P!nk
- Loose – Nelly Furtado
- Garou – Garou
- Home – The Gathering
- On an Island – David Gilmour
- IV – Godsmack
- Awake – Josh Groban
- (miss)understood – Ayumi Hamasaki
- Secret – Ayumi Hamasaki
- Threshold – Hammerfall
- Murder Nature – Head Control System
- Baya al Ward – Amal Hijazi
- BBC Radio 1 John Peel Sessions – I Am Kloot
- The Alternative – IAMX
- Laugh Now, Cry Later – Ice Cube
- Come Clarity – In Flames
- The Circling Hour – Iona
- A Matter of Life and Death – Iron Maiden
- In the Fishtank – Isis
- High Times Singles 1992–2006 – Jamiroquai
- The Captain & the Kid – Elton John
- The High Road – JoJo
- The Great Cold Distance – Katatonia
- Empire (album) – Kasabian
- Under the Iron Sea – Keane
- Sam’s Town – The Killers
- Hosannas from the Basements of Hell – Killing Joke
- All the Roadrunning – Mark Knopfler & Emmylou Harris
- Tales Along This Road – Korpiklaani
- Assassination – Krisiun
- Karmacode – Lacuna Coil
- Friendly Fire – Sean Lennon
- The Arockalypse – Lordi
- Call of the Mastodon – Mastodon
- Rio Grande Blood – Ministry
- Memorial – Moonspell
- Undiscovered – James Morrison
- Black Holes And Revelations – Muse
- Materia – Novembre
- GlaubeLiebeTod – Oomph!
- Free – OSI
- The Paramour Sessions – Papa Roach
- Pearl Jam – Pearl Jam
- Peeping Tom – Peeping Tom
- Meds – Placebo
- Testify – P.O.D.
- Greatest Hits: The Atlantic Years – P.O.D.
- The Making of A Night at the Opera – Queen
- Super Live in Japan wyd. Japonia (podwójne DVD koncertowe z Paulem Rodgersem) – Queen
- Stone Cold Classics wyd. USA – Queen
- Volkerball – Rammstein
- Stadium Arcadium – Red Hot Chili Peppers
- A Girl Like Me – Rihanna
- A Collection of Roxette Hits – Their 20 Greatest Songs! – Roxette
- The Rox-Box – Roxette
- Out for Blood – Sadus
- Era One & Lesson in Magic#1 – Samael
- Super Colossal – Joe Satriani
- Dante XXI – Sepultura
- Tha Blue Carpet Treatment – Snoop Dogg
- Grides – Soft Machine
- Middle Earth Masters – Soft Machine
- Meatlantis – Sons of Butcher
- Left Behind Volume Two – Sons of Butcher
- We Shall Overcome: The Seeger Sessions – Bruce Springsteen
- Longueur d’ondes – Natasha St-Pier
- Suite XVI – The Stranglers
- La vârsta de trei ani – Cleopatra Stratan
- T.A.T.u. The Best – t.A.T.u.
- Storm – Theatre of Tragedy
- In Search of Sunrise 5: Los Angeles – DJ Tiësto
- FutureSex/LoveSounds – Justin Timberlake
- Schrei (so laut du kannst) – Tokio Hotel
- 10.000 days – Tool
- U218 Singles – U2
- In Control – US5
- Love Is War – Vanilla Ninja
- Metal Black – Venom
- The Love Album – Westlife
- Never Say Never – Kim Wilde
- The Garden – Zero 7

## Muzyka poważna

### Kompozycje
- Julian Gembalski – Fantasia improvisata con obligo di cantare „Królowej Anielskiej śpiewajmy” na sopran i organy[4]

### Wydarzenia
- Ogólnopolski Festiwal Muzyki Organowej i Kameralnej Komorniki 2006

## Opera
- Ça Ira – opera Rogera Watersa

## Film muzyczny
- American Hardcore, reż. Paul Rachman – dokument o amerykańskiej scenie hardcore punk z lat 1980–1986
- Step Up: Taniec zmysłów
- High School Musical

## Nagrody
- Fryderyki 2006
- Eurowizja 2006 – Lordi – „Hard Rock Hallelujah”
- 2 czerwca – Grand Prix Jazz Melomani 2005, Łódź, Polska
- 5 września – ogłoszenie zwycięzcy nagrody Nationwide Mercury Prize 2006 – grupa Arctic Monkeys za album Whatever People Say I Am, That’s What I’m Not[5]